# Hideaki Ozawa
Hideaki Ozawa (født 17. marts 1974) er en tidligere japansk fodboldspiller.
Han har spillet for flere forskellige klubber i sin karriere, herunder Kashima Antlers, FC Tokyo og Albirex Niigata.